# Triisodontidae
Triisodontidae lub Triisodontinae – wymarła rodzina lub podrodzina ssaków z kladu Laurasiatheria. Większość z nich zamieszkiwała Amerykę Północną w paleocenie, aczkolwiek możliwy przedstawiciel tej rodziny Andrewsarchus znany jest z późnoeoceńskiej Azji. Rodzina ta obejmowała pierwsze wielkie drapieżniki Ameryki Północnej po wyginięciu dinozaurów. Od przedstawieli grupy Mesonychia różniły się one prostotą zębów.
Ich pozycja filogenetyczna jest niepewna. Część naukowców uważa Triisodontidae/Triisodontinae za podrodzinę w obrębie rodziny Arctocyonidae, uznając je jednocześnie za możliwych przodków Mesonychia, inni natomiast klasyfikują je jako odrębną rodzinę należącą do Mesonychia. Analizy kladystyczne dają różne rezultaty; niektóre sugerują, że Triisodontidae/Triisodontinae mogły być blisko spokrewnione z Arctocyonidae, inne sugerują, że mogły one być siostrzane do kladu tworzonego przez Mesonychia i walenie, a jeszcze inne - że nie były one blisko spokrewnione ani z Arctocyonidae, ani z Mesonychia. Niepewna jest przynależność rodzaju Andrewsarchus do tej rodziny/podrodziny. Jako pierwszy zaliczył go do Triisodontinae Leigh Van Valen (1978); część późniejszych autorów także zaliczała go do tej podrodziny/rodziny, jednak inni autorzy zaliczali go do rodziny Mesonychidae. Szereg analiz kladystycznych z ostatnich lat sugeruje, że Andrewsarchus nie należał ani do Mesonychidae, ani do Triisodontidae/Triisodontinae.

## Rodzaje
- †Andrewsarchus?
- †Eoconodon
- †Goniacodon
- †Stelocyon
- †Triisodon (typowy)